# Drimia
Drimia es un gran género de plantas herbáceas, perennes y bulbosas perteneciente a la subfamilia de las escilóideas dentro de las asparagáceas y distribuido esentialmente por África (incluido Madagascar y las Islas Canarias) y del Mediterráneo hasta la India. Reagrupa una veintena de antiguos géneros, ahora considerados sinónimos, y comprende unas 100 especies aceptadas.

## Taxonomía
El género fue descrito por Jacq. ex Willd.  y publicado en Species Plantarum. Editio quarta 2(1): 165. 1799. La especie tipo es: Drimia elata Jacq. ex Willd.
Etimología
- Drimia: nombre genérico latinizado a partir del Griego δριμύς, -εία, "áspero", "agrio", "amargo", por el sabor agraz del bulbo ("ob radicis acerimoniam", en la diagnosis original del género de Jacquin.

## Listado de especies
- Lista de especies descritas de Drimia

## Especies seleccionadas
- Drimia altissima (L.f.) Ker Gawl.
- Drimia brachystachys (Baker) Stedje
- Drimia calcarata (Baker) Stedje
- Drimia capensis (Burm.f.)Wijnands
- Drimia delagoensis (Baker) Jessop
- Drimia depressa (Baker) Jessop
- Drimia fragrans (Jacq.) J.C.Manning & Goldblatt
- Drimia indica (Roxb.) Jessop
- Drimia macrocentra (Baker) Jessop
- Drimia maritima (L.) Stearn
- Drimia physodes (Jacq.) Jessop
- Drimia pusilla Jacq. ex Willd.
- Drimia sanguinea (Schinz) Jessop

Nota: en España, solo 5 especies, todas anteriormente classificadas en el género Urginea:
- Drimia fugax (Moris) Stearn - Ibiza (Islas Baleares)
- Drimia maritima (L.) Stearn - Mitad meridional de la Península ibérica y Islas Baleares
- Drimia numidica (Jord. & Fourr.) J.C.Manning & Goldbalst - Islas Canarias
- Drimia pancration (Steinh.) J.C.Manning & Goldbalst - Islas Baleares
- Drimia undata Stearn[6][7] - Provincias de Alicante y Valencia